# Жвания, Лиана Дмитриевна
Лиана (Лариса) Дмитриевна Жвания (20 мая 1949, Ленинград — 25 марта 2021, Санкт-Петербург) — советская и российская актриса театра и кино, заслуженная артистка РСФСР (1991).

## Биография
Родилась 20 мая 1949 года в Ленинграде.
В 1972 году окончила Ленинградский государственный институт театра, музыки и кинематографии им. Н. К. Черкасова (курс Зиновия Корогодского).
Была принята в Ленинградский ТЮЗ, в котором служила почти 50 лет, до конца своей жизни.
Летом 1993 года вместе со спектаклем «Записки Аксентия Ивановича Поприщина» (постановка Георгия Васильева, сценография Эмиля Капелюша) принимала участие в гастролях на ежегодном международном театральном фестивале в г. Авиньоне (Франция).
В 2012 году за исполнение роли Евпраксиньюшки в спектакле «Иудушка из Головлёва» (постановка Георгия Васильева) стала лауреатом Высшей театральной премии Санкт-Петербурга «Золотой Софит» в номинации «Лучшая роль второго плана».
Скончалась в Санкт-Петербурге 25 марта 2021 года на 72-м году жизни после тяжелой продолжительной болезни. Прощание с актрисой прошло 29 марта в ТЮЗе имени А. А. Брянцева, похоронена на Северном кладбище.

## Семья
Муж (в разводе) — Алексей, врач-онколог. Живёт и работает в ФРГ.
- Дочь — Анастасия Алексеевна, переводчик.

В начале 1970-х состояла в романтических платонических отношениях с Иммануэлем Самойловичем Маршаком (1917—1977), физиком, старшим сыном Самуила Яковлевича Маршака.

## Творчество

### Театральные работы
За годы работы в театре сыграла около 50 ролей.
- «Наш цирк»
- «Наш, только наш»
- «Наш Чуковский»
- «Конёк-Горбунок» П. П. Ершова
- «Открытый урок»
- «Месс-Менд» — Мисс Ортон
- «Свои люди — сочтёмся» А. Н. Островского — Липочка
- «Борис Годунов» А. С. Пушкина — Марина Мнишек
- «Тени» — Софья
- «Комедия ошибок» — Патрон Адриен
- «Ундина» — графиня Берта
- «Бонжур, мсье Перро» — королева Маргарита
- «Крошка Цахес» — Певица
- «Покойный бес» — Настасья
- «Звёздный талер» — Бабушка
- «Эквкус» — Дора Стрэнг
- «В горах моё сердце» — Бабушка
- «Учитель ритмики» — Настя
- «Записки Аксентия Ивановича Поприщина» — Она
- «Иудушка из Головлёва» — Евпраксиньюшка, экономка Иудушки
- «Поллианна» — Нэнси
- «Сказка о потерянном времени» — Мадам Хандра

### Роли в кино
- 1972 — Двенадцать месяцев — Королева, главная роль
- 1973 — Пожар во флигеле, или Подвиг во льдах — Раиса Ивановна, учительница
- 1974 — Баллада о парнишке
- 1974 — Этот чудак Андерсен
- 1991 — Самостоятельная жизнь — Софья Аркадьевна
- 2001 — Год глухаря
- 2001 — Убойная сила-3
- 2001 — Эхо блокады
- 2001 — Улицы разбитых фонарей — соседка
- 2002 — Дело о любовниках
- 2002 — Агентство «Золотая пуля» — мама Жени
- 2003 — Женский роман
- 2006 — Хромой чёрт
- 2006 — Опера. Хроники убойного отдела
- 2009 — Похороните меня за плинтусом — консьержка

## Награды и звания
- Заслуженная артистка РСФСР (1991).
- Благодарность Президента Российской Федерации (23 мая 2013) — за заслуги в развитии театрального искусства[4].
- Почётный диплом Законодательного Собрания Санкт-Петербурга (8 апреля 2009) — за выдающийся личный вклад в развитие культуры и искусства в Санкт-Петербурге, многолетнюю успешную творческую деятельность и в связи с 60-летием со дня рождения[5].